# ミリ環礁
座標: 北緯06度08分00秒 東経171度55分00秒 / 北緯6.13333度 東経171.91667度
ミリ環礁（Mili Atoll）とは、マーシャル諸島、ラタック列島にある環礁。マーシャル諸島共和国に帰属する92の島からなる。陸地の面積は16 km2で、ラグーンは763 km2ある。人口は1999年現在で1,032人。
日本統治時代はミレ島またはミレー島と呼ばれ、当時は日本最東端の地であった。

## 戦前・戦中
マーシャル諸島は、第一次世界大戦まではドイツの植民地であった。しかし、ヴェルサイユ条約により、国際連盟からの委任で日本の委任統治領となった。
第二次世界大戦中はマーシャル諸島防衛のため日本軍の基地が設置された。
1942年（昭和17年）8月以降、連合軍がガダルカナル島で攻勢に転じる（ガダルカナル島攻防戦）。8月17日には、潜水艦とアメリカ海兵隊によるマキン島への奇襲作戦が行われ、日本軍守備隊が全滅した（マキン奇襲）。アメリカ海兵隊はマキン島を占領せず撤退したが、日本軍は哨戒圏の拡充を企図してミレ島の飛行場整備促進を急いだ。8月28日、第62警備隊派遣隊が輸送船生田丸で進出した。29日、陸上攻撃機 9機と戦闘機 6機がミレ基地に進出した。31日、横須賀鎮守府第三特別陸戦隊（司令福見幸一中佐〈兵52期〉、約500名）が輸送船第二東亜丸で到着し、9月2日よりミレ島の守備任務を交代した。横三特は第八艦隊の指揮下にあり、ガ島戦に備え輸送船でラバウルに向かっていたが、マキン奇襲作戦をうけてマーシャル諸島へ配置転換されたのである。
これらの措置をおこなう一方、ソロモン諸島への増援や中部太平洋諸島の防備強化のため、日本軍は中国大陸に配備されていた兵力を転用した。支那方面艦隊麾下の上海特別陸戦隊からニコ中隊、海南警備府所属の横須賀鎮守府第四特別陸戦隊から一コ中隊が、第62警備隊（本部ヤルート島）ミレ分遣隊（指揮官富田良治海軍中尉〈海兵67期〉、約600名）となり、それまでミレ島を警備していた横三特との交替を命じられた。
輸送船明天丸（4,474トン、横鎮運雑船）で11月3日にミレ島に到着する。7日、横三特は明天丸でミレ島を離れ、横須賀に帰投した（11月15日、大海指第157号により第八艦隊司令長官の作戦指揮下を離れる）。ミレ島の防備は強化され、12月16日は新たな戦闘機用滑走路が完成した。
1943年（昭和18年）2月になると、日本陸軍の視察団がミレを含むマーシャル諸島各地を視察し、防衛設備について指導をおこなった。3月13日、海軍陸戦隊一個中隊が増強された。
6月15日、大本営海軍部はミレの防備を強化するため第66警備隊（司令志賀正成大佐、海兵48期、新編時定員1,417名）を編制した。第62警備隊分隊長の富田中尉は、そのまま第66警備隊分隊長となった。66警軍医長は病院船氷川丸からの転任であった。
第66警備隊は第四艦隊隷下の第六根拠地隊（クェゼリン環礁）に編入された。
増援部隊は7月10日に空母翔鶴に便乗して内地を出発、15日トラック泊地に到着した。17日、軽巡洋艦那珂と駆逐艦朝凪に分乗して同地発、20日ミレに到着した。この時点でミレ防衛隊は約1200名となった。
9月20日、歩兵第122連隊（連隊長大石千里陸軍大佐、士27期）の第一大隊がミレに到着し、66警司令の指揮下に入った。
アメリカ軍はガルヴァニック作戦により、11月下旬にマキン島とタラワ島を攻略した（ギルバート諸島沖航空戦、マキンの戦い、タラワの戦い）。日本軍はギルバート諸島への逆上陸を中止し、反撃のためクェゼリンやルオットに進出していた陸軍甲支隊（歩兵第107連隊）と歩兵第122連隊（11月16日付の軍令陸甲第106号により南洋第一支隊に改編）をクサイ島、ミレ、ポナペに転用した。
11月下旬から12月上旬にかけて、軽巡2隻（那珂、長良）や第6駆逐隊（雷、響）が甲支隊をミレやクサイなどに輸送した。12月上旬、ミレの兵力は海軍約2,900名、陸軍約2,500名、合計約5,500名となった。陸上基地は滑走路×3、宿舎8棟、弾薬庫、魚雷格納庫、送信所/受信所、14糎砲×8、12.7糎砲×8、レーダー×1、100糎探照灯×1という規模だった。
1944年（昭和19年）1月15日時点の軍令部調査によれば、ミレの戦力は第66警備隊（南洋一支隊、甲支隊一大隊）総人数5,328名（海軍1,128名、陸軍約2,500名）（主食92日分、副食52日分）であった。だがアメリカ軍はフリントロック作戦を発動し、増強された各群島を素通りして日本軍の司令部が置かれていた後方のクェゼリンを一気に攻略した（ギルバート・マーシャル諸島の戦い、クェゼリンの戦い、エニウェトクの戦い）。連合艦隊はトラック泊地から避退し、つづいて2月17日-18日の米軍機動部隊空襲によりトラック泊地と所在艦船は大損害を受け、後方拠点としての機能を喪失した（トラック島空襲）。ミリは孤立し、戦略的価値を失った。さらにミリはアメリカ軍機動部隊の艦載機搭乗員の実戦練習用の攻撃目標とされたため本格的な攻略対象とはされず、終戦まで存続した。
既術のように幾度かの増強により、ミレには最大で5,756人の日本軍将兵が配置されていた。しかし、敵中に孤立したミリの日本軍守備隊は後方からの補給・通信が著しく困難になり、多くの将兵が栄養失調に陥ったため、アメリカ軍の攻撃による戦死者に加え、多数の餓死者が発生した。この状況は、「NHK 戦争証言 アーカイブス 証言記録　兵士たちの戦争」の「飢餓の島 味方同士の戦場 〜金沢 歩兵第107連隊〜」に多くの証言が記録されている。戦死約900名、戦病死約1,000名、生存者約2,240名との記録がある。
終戦後、8月21日に降伏。日本の民間船で唯一残存していた大型船舶である氷川丸が真っ先に復員のために派遣され、1945年（昭和20年）9月29日に危機的状況にあった日本軍将兵2,590名全員を一度に収容して出港し内地への引き揚げを行っている。

## 現在
現在はマーシャル諸島の中でも有数の透明度を誇るダイビングスポットとされているが、あちこちに旧日本軍の遺棄兵器や不発弾も残されている状態である
。これに対し日本政府はアメリカ合衆国との戦後処理の枠組みの中で解決済としている。